# Cléré-sur-Layon
 Cléré-sur-Layon  es una población y comuna francesa, en la región de Países del Loira, departamento de Maine y Loira, en el distrito de Saumur y cantón de Vihiers.

## Demografía
| 484 | 494 | 441 | 438 | 408 | 351 |
| Para los censos de 1962 a 1999 la población legal corresponde a la población sin duplicidades (Fuente: INSEE [Consultar]) |     |     |     |     |     |